# Frauenornau

Ortsansicht von Westen

Frauenornau ist ein Gemeindeteil der Gemeinde Obertaufkirchen im Landkreis Mühldorf. Die Kirche von Frauenornau ist ein Wallfahrtsort.

## Geschichte
Frauenornau wird erstmals Ende des 8. Jahrhunderts in der Notitia Arnonis genannt. Seit dem Jahr 2011 führt unmittelbar am nördlichen Ortsrand die A 94 in Form der Ornaubachtalbrücke vorbei.

Deckengemälde im Chor (Leopold Weinmayer, 1879): Das Gelübde des Ritters Sebastian von Haunsperg, der 1571 in der Schlacht von Lepanto in türkische Gefangenschaft geraten war.

## Filial- und Wallfahrtskirche Mariä Heimsuchung
Die Wallfahrtskirche Unsere Liebe Frau vom Trost bzw. Mariä Heimsuchung geht auf eine vorromanische Kirche des 8. Jahrhunderts zurück. Der jetzige Bau mit dreijochigem Langhaus und zweijochigem Chor (mit 3/8-Schluss) wurde im dritten Viertel des 15. Jahrhunderts errichtet und besitzt einen hohen Turm mit achteckigem Spitzhelm. Die Kirche stellt im Innern den bedeutendsten Rokokobau im weiten Umkreis dar. 1740 wurde die Kirche innen umgestaltet, dabei wurden die Flachdecke im Langhaus durch eine Stichkappentonne ersetzt und im Chor die Rippen entfernt. Die reichen Rokoko-Stuckaturen und -fresken kamen 1753/54 und 1771 hinzu. Die Fresken wurden 1879 übermalt, einige wurden später wieder freigelegt. Das Deckenbild im Langhaus zeigt Maria mit dem Jesuskind von Engeln umjubelt schwebend über der Kirche und den davor knienden Schwindegger Schlossherrn Josef Fugger mit Gemahlin. Der prunkvolle Hochaltar von 1770 ist ein Werk von Lorenz Schmid (Schwindegg) und Philipp Wagner (Kraiburg). Im Zentrum des Altars sitzt das Gnadenbild auf einem Thron. Die beiden Seitenaltäre sind ebenfalls sehenswert.
Am Wallfahrtsweg von der Pfarrkirche St. Martin und St. Maria Magdalena in Obertaufkirchen bis zur Wallfahrtskirche Mariä Heimsuchung in Frauenornau stehen elf Granitsäulen mit Bildern zu Rosenkranzthemen.

## Persönlichkeiten
- Wolfgang Meier (1878–1945), Landwirt und NS-Opfer